# Rubén Almagro
Francisco Rubén Almagro Salazar (Tartagal, 21 de agosto de 1952-La Paz, 11 de noviembre de 2024) fue un futbolista argentino nacionalizado boliviano que se desempeñó como centrocampista ofensivo. Jugó toda su carrera en Bolivia, desde 1972 hasta 1985.

## Biografía

### Inicios en Argentina y llegada a Bolivia
Almagro se inició en las inferiores de Atlético Tartagal del barrio San José, también estuvo una temporada en las inferiores de Independiente.
En 1972, el entrenador Vicente Díaz lo convence para reforzar a 31 de Octubre de Bolivia.
Debutó ese año en un encuentro disputado contra The Strongest y que terminaría con victoria 2 - 1, marcando el gol del triunfo.
Almagro rápidamente se destacó con su equipo por su habilidad, formando una dupla letal con Telmo Paredes, se naturalizo ciudadano boliviano en 1973.
Con 31 de Octubre se clasificó a la Copa Simón Bolívar, máximo certamen boliviano en aquella época, en dos ocasiones 1972 y 1975. También fue campeón de la Asociación de Fútbol de La Paz en una ocasión, 1975.
En 1977 es transferido a San José, otro club perteneciente a la Corporación Minera de Bolivia (Comibol), en el que permaneció hasta 1978. Posteriormente retorno a La Paz para jugar en Always Ready hasta 1983, luego tuvo un breve paso por el Bolívar y finalmente se retiraría de fútbol en 1985 con la camiseta de Deportivo Municipal.
Luego de su retiro trabajo en el Banco Boliviano Americano y la Caja Nacional de Salud, también estudió Contaduría Pública.

### Fallecimiento
El 11 de noviembre de 2024 falleció en la ciudad de La Paz, a sus 72 años de edad.

## Clubes
| Club                | País    | Año         |
| ------------------- | ------- | ----------- |
| 31 de Octubre       | Bolivia | 1972 - 1976 |
| San José            | Bolivia | 1977 - 1978 |
| Always Ready        | Bolivia | 1979 - 1983 |
| Deportivo Municipal | Bolivia | 1984 - 1985 |

## Palmarés

### Títulos regionales
| Título             | Club          | Año  |
| ------------------ | ------------- | ---- |
| Primera "A" (AFLP) | 31 de Octubre | 1975 |